# Rolando Freitas
Rolando Jorge Costa Freitas (* 27. Februar 1965 in Porto) ist ein portugiesischer Handballtrainer.

## Karriere
Rolando Freitas arbeitete ab 1997 für die Associação de Andebol Porto, den Handballverband der Region Porto. Seine erste Trainerstation war 1998 der Verein Centro Cultural Desportivo Macieira. 2001 übernahm er den Klub Francisco de Holanda, mit dem er in der Saison 2004/05 die Taça Presidente da República Andebol gewann. Ab 2005 trainierte er die portugiesische Juniorennationalmannschaft. Mit Spielern wie Rui Silva, Gilberto Duarte und João Ferraz gewann er bei der U-20-Europameisterschaft 2010 die Silbermedaille. Im Jahr 2012 wurde er zum Cheftrainer der portugiesischen A-Nationalmannschaft befördert, konnte sich aber für kein großes Turnier qualifizieren. Nach seiner Demission im Jahr 2016 betreute er in der Saison 2017/18 den Erstligisten AA Águas Santas. Anschließend wurde er Koordinator der israelischen Nationalmannschaft sowie deren Nachwuchsmannschaften. Seit Mai 2022 ist er der erste ausländische Nationaltrainer der südkoreanischen Nationalmannschaft, mit der er an der Weltmeisterschaft 2023 teilnimmt.